# Warrior (VCI)

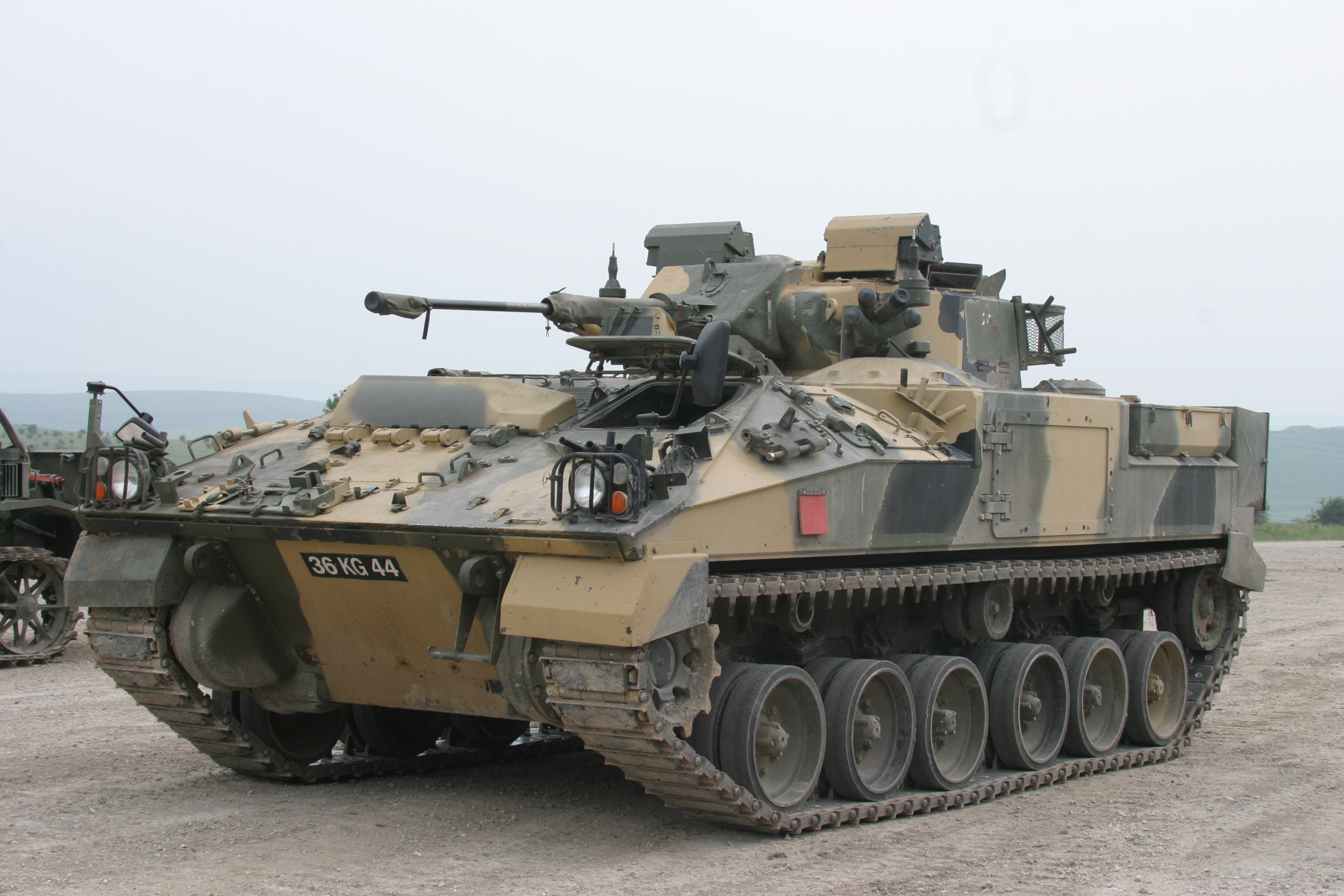
Um Warrior do Exército do Reino Unido

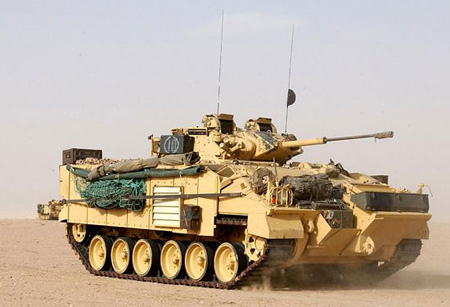
Warrior com camuflagem para atuar no deserto

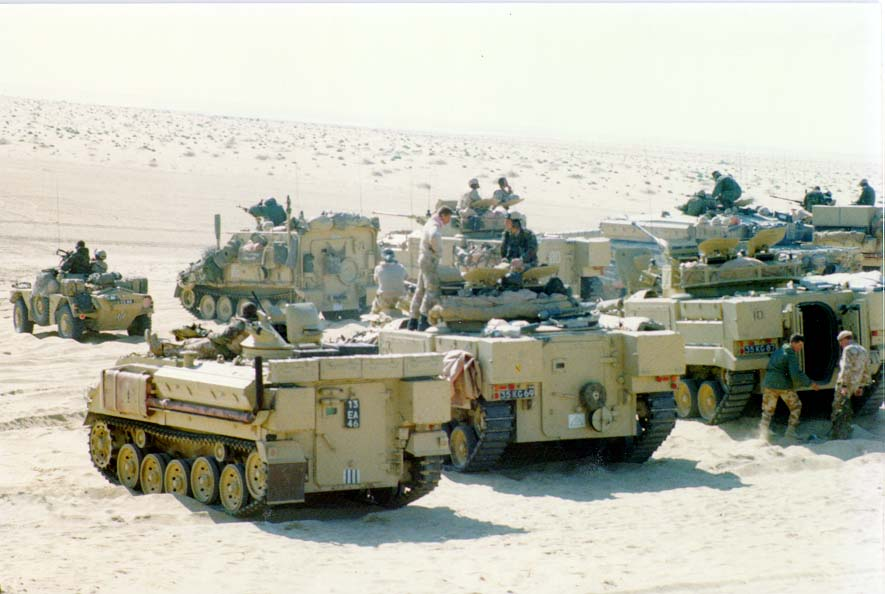
Alguns Warriors no Iraque

O Warrior pode combater em diferentes tipos de terrenos com grande eficiência

O Warrior (FV510) é um veículo de combate de infantaria desenvolvido pela empresa BAE Systems. Entrou em serviço em 1988, onde foram produzidas 789 unidades para o Exército do Reino Unido e 254 para o Exército do Kuwait. 
O Warrior Foi testado em combate na Guerra do Golfo, Bósnia, Kosovo e recentemente no Iraque e Afeganistão. Esse veículo atinge velocidades de 46 mph (75 km/h) na estrada, e 31 mph (50 km/h) fora da estrada.

## Operadores
- Reino Unido - Exército do Reino Unido
- Kuwait - Exército do Kuwait